# Lontano dagli occhi/The Game
Lontano dagli occhi/The Game è un singolo della cantante britannica Mary Hopkin, pubblicato nel febbraio del 1969.

## Descrizione
Il singolo della Hopkin entrò in classifica di fine anno alla posizionie 91.
La canzone sul lato A, Lontano dagli occhi fu presentata al Festival di Sanremo dalla Hopkin in doppia esecuzione con l'autore, Sergio Endrigo. ottenendo il 2º posto al festival.
The Game è un brano musicale scritto da George Martin e arrangiato da Richard Hewson..

## Tracce
1. Lontano dagli occhi (Sergio Bardotti, Sergio Endrigo)
2. The Game (George Martin)

## Classifiche
| Classifica (1969) | Posizione |
| ----------------- | --------- |
| Italia            | 91        |